# Luciana Salazar
Luciana Salazar (née le 7 novembre 1980 à Buenos Aires) est une actrice, mannequin et chanteuse argentine.

## Biographie
Luciana Salazar est la sœur ainée de Camila Salazar et est connue pour sa participation à la série Luli in Love produite par Playboy TV. Elle a fréquenté le célèbre footballeur Lionel Messi.

## Filmographie
- 2013 : No somos animales d'Alejandro Agresti : Diva Serrano